# Square One Developments

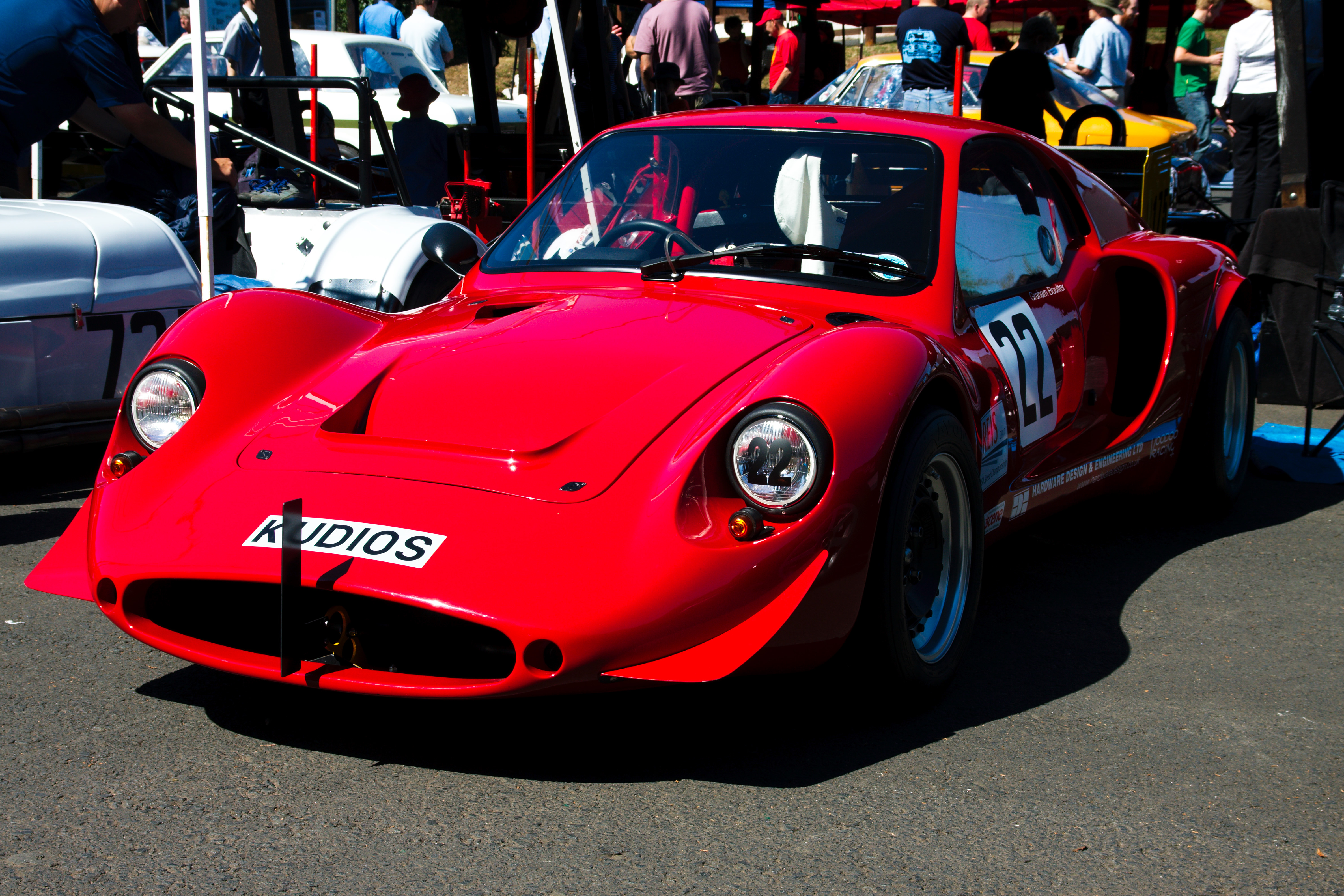
Kudos mit dem britischen Kennzeichen KUD 10 S

Square One Developments war ein britischer Hersteller von Automobilen.

## Unternehmensgeschichte
Das Unternehmen aus Swadlincote in der Grafschaft Derbyshire begann 1992 mit der Produktion von Automobilen und Kits. Der Markenname lautete Kudos. 1995 endete die Produktion. Insgesamt entstanden etwa sieben Exemplare.

## Fahrzeuge
Das erste Modell basierte auf dem Pelland Sports von Pelland Engineering. Allerdings trieb ein Vierzylinder-Boxermotor von Alfa Romeo, der in Mittelmotorbauweise montiert war, die Fahrzeuge an. Das Coupé fand etwa fünf Käufer.
1993 ergänzte der Roadster das Sortiment. Dies war die offene Ausführung als Roadster. Hiervon entstanden etwa zwei Exemplare.